# Rødhalset gås
Rødhalset gås (Branta ruficollis) er en fugleart blandt de egentlige andefugle. Den yngler på tundraen øst for Uralbjergene i det nordlige Sibirien. Det er en trækfugl, der fortrinsvis overvintrer omkring Sortehavet, især i Rumænien og Bulgarien. Rødhalset gås er en lille gås med et vingefang på 110-125 cm. Dens længde er 54-60 cm. Den kan leve helt op til 15 år.